# Zaleptus albipunctatus
Zaleptus albipunctatus is een hooiwagen uit de familie van de Sclerosomatidae.